# Збручанське родовище мінеральних вод
Збруча́нське родо́вище мінера́льних вод — родовище мінеральних вод у долині річки Збруч поблизу селища міського типу Сатанів Городоцького району Хмельницької області.

## Історія
За народними переказами в околиці містечка Сатанів жив монах-відлюдник, котрий лікував людей цілющою водою. За іншими переказами цю воду часто використовували для напування худоби, що сприяло збільшенню її маси та жирності молока.
1965 року Ю. Ю. Сіпливий та ін., а 1967 року Е. Я. Жовінський та ін. провели комплексну геолого-гідрогеологічну зйомку листів, у межах яких лежать Новозбручанське та Збручанське родовища мінеральних вод. Результати буріння свердловин в околицях населених пунктів Гусятин і Сатанів дозволили обґрунтувати думку про можливість вияву слабомінералізованих вод типу «Нафтуся».
Офіційно першовідкривачем «Збручанської Нафтусі» вважається фармацевт-провізор Ніна Андріївна Нестерова, яка 1968 року звернула увагу на особливий запах води, що витікала поблизу села Сатанівська Слобідка із свердловини (142 м), пробуреної ще 1965 року. Нестерова відправила взяті проби в Одесу. 1969 року Одеський науково-дослідний інститут курортології дослідив фізико-хімічні та мікробіологічні особливості мінеральних вод типу «Нафтуся», виявлених поблизу Сатанова. Води було рекомендовано до використання як столові. 1971 року фізіологічні дослідження цих вод на тваринах дозволили визнати їх лікувальними, близькими за властивостями до вод джерела «Нафтуся-1» Трускавецького курорту.
У 1973—1978 роках Правобережна геологічна експедиція тресту «Київгеологія» в долині Збруча розвідала Збручанське родовище мінеральних вод типу «Нафтуся», приурочене до силурійського водоносного комплексу.
У 1977—1978 та 1981—1985 роках неподалік від Збручанського родовища було розвідано хлоридно-натрієві розсоли з мінералізацією 30—38 г/дм³ і вмістом брому 70—115 мг/дм³ (О. Іщенко, 1983).
У Сатанові упродовж 1975—1989 років створено санаторії «Берізка» (на 75 ліжок), «Товтри» (на 504 ліжка), «Збруч» (100 ліжок), санаторій МВС, Санаторій "Аква Віта Жива Вода".